# ناحوم معربي
ناحوم معرابي (أو المغربي) شاعر مغربي عبراني ومترجم من القرن الثالث عشر.
تم العثور على قصائده فقط في المجموعات المغربية. نشر ليوبولد دوكس اثنتين من قصائده الليتورجية في من أجل معرفة الشعر العبري Zur Kentniss der Hebräischen Poesie . ترجم معربي«الرسالة اليمنية» لابن ميمون من العربية إلى العبرية  وأضاف لها مقدمة منظومة، نُشرت لاحقا هذا في بازل عام 1631. كما قام بترجمة تعليق على «سفر يتسيرا» لإسحاق بن سليمان الإسرائيلي أو نسيم بن يعقوب، مقدمًا إياه بقصيدة. ومن ترجماته الأخرى «الكون الأصغر» لجوزيف بن تصدق. الترجمة مجهولة المصدر، لكن موريتز اشتينشنيدر ينسبها إلى معرابي. أخيرًا، قام بترجمة تعليق سعيد الفيومي على القواعد التأويلية الثلاثة عشر للحاخام إسماعيل.